# Нојцеле
Нојцеле (њем. Neuzelle) општина је у њемачкој савезној држави Бранденбург. Једно је од 38 општинских средишта округа Одер-Шпре. Према процјени из 2010. у општини је живјело 4.539 становника. Посједује регионалну шифру (AGS) 12067357.

## Географски и демографски подаци
Нојцеле се налази у савезној држави Бранденбург у округу Одер-Шпре. Општина се налази на надморској висини од 43 метра. Површина општине износи 134,8 km². У самом мјесту је, према процјени из 2010. године, живјело 4.539 становника. Просјечна густина становништва износи 34 становника/km².